# Goldies Oldies
Goldies Oldies ist eine britische Familien- und Jugend-Sitcom-Comedy-Dramedy und Drama-Fernsehserie, die von Evan Thaler Hickey geschaffen wurde und bei Nickelodeon ausgestrahlt wird.

## Handlung
Als die Teenagerin Goldie sowie ihre Mutter Sherri und ihr großer Bruder Danny von den USA nach England zu ihrem Großvater Maury ziehen, lernen sie dort seine drei Mitbewohner, die Oldies, kennen. Zu diesen gehören der grummelige Terrance, die temperamenthafte Esther und die naturverbundene Rainbow. Ebenso freundet sich Goldie mit dem Nachbarsmädchen Loren und Esthers Enkel Shawn an.

## Synchronisation
| Rolle    | Schauspieler            | Deutscher Sprecher           |
| -------- | ----------------------- | ---------------------------- |
| Goldie   | Imogen Faires           | Eleni Möller-Architektonidou |
| Loren    | Laura Barraclough       |                              |
| Maury    | Gareth Hale             |                              |
| Terrance | Ifan Huw Dafydd         |                              |
| Esther   | Eileen O’Brien          |                              |
| Rainbow  | Josephine Lloyd-Welcome |                              |
| Danny    | Sid Goldman             |                              |
| Sherri   | Melanie Gutteridge      |                              |
| Shawn    | Jack Kane               |                              |

## Episodenliste

### Staffel 1
| Nr. (ges.) | Nr. (St.) | Deutscher Titel                      | Originaltitel                    | Erstausstrahlung UK | Deutschsprachige Erstausstrahlung (D) |
| ---------- | --------- | ------------------------------------ | -------------------------------- | ------------------- | ------------------------------------- |
| 1          | 1         | Jung gegen alt                       | All Hands Off Tech               | 15. März 2021       | 15. Mai 2021                          |
| 2          | 2         | Game of Phones                       | Game of Phones                   | 16. März 2021       | 16. Mai 2021                          |
| 3          | 3         | Hinreißend hinterhältige Mitbewohner | Dirty Rotten Housemates          | 17. März 2021       | 22. Mai 2021                          |
| 4          | 4         | Die Geister, die ich rief            | Smells Like Teen Spirits         | 18. März 2021       | 23. Mai 2021                          |
| 5          | 5         | Dankbarkeit gar nicht leicht         | Sherr-ing Means Caring           | 19. März 2021       | 29. Mai 2021                          |
| 6          | 6         | Spoiler-Alarm!                       | Spoiler Alert                    | 22. März 2021       | 30. Mai 2021                          |
| 7          | 7         | Goldies Doppeldate                   | Goldie & The Real Boy            | 23. März 2021       | 5. Juni 2021                          |
| 8          | 8         | Die ermordete Fernbedienung          | Murder, She Remote               | 24. März 2021       | 6. Juni 2021                          |
| 9          | 9         | In geheimer Mission                  | Live and Let Spy                 | 25. März 2021       | 12. Juni 2021                         |
| 10         | 10        | Gekommen, um zu feiern               | We Came to Party                 | 26. März 2021       | 13. Juni 2021                         |
| 11         | 11        | Der Spieletag                        | Hide & Sneak                     | 14. Mai 2021        | 26. Juni 2021                         |
| 12         | 12        | Loren im Haus                        | The Big Sleepover                | 21. Mai 2021        | 27. Juni 2021                         |
| 13         | 13        | Fussi-Freunde                        | Kicking and Scheming             | 28. Mai 2021        | 3. Juli 2021                          |
| 14         | 14        | Wer hat den Plan?                    | Stand By Your Plan               | –                   | 4. Juli 2021                          |
| 15         | 15        | Schlaflose Nächte                    | Stealth & Safety                 | –                   | 10. Juli 2021                         |
| 16         | 16        | Romantische Verwirrungen             | Rom-Comedy of Errors             | –                   | 11. Juli 2021                         |
| 17         | 17        | Hausputz mit Folgen                  | A Fridge Too Far                 | –                   | 17. Juli 2021                         |
| 18         | 18        | Babysitten für Anfänger              | Misadventures in Babysitting     | –                   | 18. Juli 2021                         |
| 19         | 19        | Maurys Taxi-Trauma                   | Taxi Reviver                     | –                   | 24. Juli 2021                         |
| 20         | 20        | Wie alles begann                     | An American Weird Girl in London | –                   | 25. Juli 2021                         |

## Produktion
Die Serie wurde erstmals am 15. Oktober 2019 angekündigt. Die Dreharbeiten der 1. Staffel fanden von Januar bis November 2020 statt. Am 15. März 2021 startete die erste Staffel bei Nickelodeon in Großbritannien und Irland.
In Deutschland feierte die Serie am 15. Mai 2021 ihre Premiere.